# Абациев, Константин Константинович
Константин Константинович Абациев (5 марта 1882, с. Кадгарон, Терская область, Российская империя — после 1922 года) — штабс-ротмистр, герой Первой мировой войны, кавалер ордена Святого Георгия IV класса.
Брат генерала от кавалерии Абациева Дмитрия Константиновича (1857—1936 гг.).

## Биография
Родился в селе Кадгарон в Северной Осетии. Осетин. Православный.
Происхождение — из осетин Терского казачьего войска.
Окончил четыре класса Ардонской духовной семинарии. В 1905 году окончил Тверское кавалерийское юнкерское училище в чине корнета. Был направлен на службу в Дагестанский конный полк. В 1907 году был награжден орденом св. Станислава 3-й степени. В составе Дагестанского полка служил в годы Первой Мировой войны. Штаб-ротмистр кавалерии. За отличия получил несколько боевых орденов, 15 января 1917 года стал Георгиевским кавалером, получил Георгиевское оружие. Участник Белого движения. Числится в «Списке бывших военнопленных Белых армий», заключенных советскими властями в Рязанский концлагерь принудительных работ. 29 марта 1922 г. освобожден как инвалид.